# メルビル岬
メルビル岬（メルビルみさき、ケープ・メルビル、英: Cape Melville）は、オーストラリア、ヨーク岬半島の東海岸に位置する岬である。西にはプリンセス・シャーロット湾がある。メルビル岬国立公園の一部。
ピポン島は岬から北へ約6キロメートル、ヘイルズ島は東へ約2キロメートルの場所にあり、どちらもグレート・バリア・リーフ海洋公園の一部となっている。キング島は岬の北西数キロメートルに位置する。岬の最高峰はアビー・ピーク（Abbey Peak）で、1901年にイギリス海軍のHMSダートに乗船していたマンロー中佐によって命名された。
岬は2億5000万年前に形成された花崗岩の露頭で構成されている。

## 独自の生態系
岬は「失われた世界（ロストワールド）」と形容されてきた。いくつかの動物種が熱帯雨林の孤立した地域に数百万年前から生息していた。花崗岩の巨礫が積み重なっていることが、山火事がこの地域に影響を与えるのを防ぎ、湿気を保っている。
2013年3月、科学者と映画製作者のチームが、メルビル岬にある小さな山脈、メルビル山脈の頂上にある霧のかかった熱帯雨林に足を踏み入れ、数少ない人間の訪問者の仲間入りをした。
メルビル岬周辺の動植物相は多様で、フォックステールパーム、ケープメルビルリーフテールヤモリ、ケープメルビルシェードスキンク、ブロッチドボルダーフロッグなど、いくつかの固有種が含まれている。